# Однополые браки в Уругвае
Уругвай стал двенадцатой страной в мире, легализовавшей однополые браки. Закон вступил в силу 5 августа 2013 года. С этого момента однополые супруги получили все права, имеющиеся у разнополых супругов.

## Права и обязанности супругов
Закон определяет брак как «союз двух лиц, намеревающихся вступить в брак, вне зависимости от их половой принадлежности и сексуальной ориентации» и наделяет супругов вне зависимости от их пола равными правами и обязанностями сторон, соответствующими тем, «которые к настоящему времени определяет Гражданский кодекс».
Среди нововведений, сопровождающих закон об однополых браках, стали новые правила формирования полного имени ребёнка. Испанские имена традиционно состоят из собственно данного ребёнку имени, за которым следует фамилия отца, а затем — фамилия матери. В соответствии с новым правилом, теперь о порядке следования фамилий в полном имени ребёнка родители могут договариваться, а случае, если соглашения достичь не удалось, будет проводиться жеребьевка. Кроме того, закон изменил минимальный брачный возраст, повысив планку до 14 лет, в то время как ранее девушки могли законно заключать брак с 12, а юноши с 14 лет.

## История брачного равноправия

### Легализация гражданских партнёрств
Уругвай стал первой латиноамериканской страной, принявшей 1 января 2008 года закон о гражданских союзах (исп. Ley de Unión Concubinaria). Законопроект о легализации, предложенный сенатором «Широкого фронта» Маргаритой Перкович, был принят Палатой представителей парламента Уругвая 29 ноября 2007 года после того, как прошёл в той же форме в Сенате в 2006 году. Законопроект прошёл в обеих палатах 19 декабря 2007 года, подписан президентом страны Табаре Васкесом и вступил в силу 1 января 2008 года.
Закон позволяет вступать в гражданский союз как однополым, так и разнополым парам после пяти лет совместного проживания и предоставляет им большинство прав, которыми обладают состоящие в браке, включая право на социальные пособия, право на наследование и совместное владение имуществом.
Поддерживаемый правительством законопроект, позволяющий однополым парам усыновлять детей, обсуждался парламентом страны весной 2008 года и был одобрен как Сенатом, так и Палатой представителей и принят 9 сентября 2009 года. Таким образом, Уругвай стал первой страной Южной Америки, где однополые пары могут совместно усыновлять детей.

### История легализации однополых браков
25 мая 2009 года Маргарита Перкович заявила, что «Широкий фронт» намерен предложить законопроект об однополых браках, если победит в парламентских выборах. В октябре «Широкий фронт» получил абсолютное большинство мест в обеих палатах, а Хосе Мухика, кандидат в президенты от этой коалиции, победил в выборах 29 ноября. В июле 2010 года законодатели правящего «Широкого фронта» объявили о своих планах представить законопроект, разрешающий однополые браки. 25 июля 2010 года бывший президент Хулио Мария Сангинетти из партии Колорадо объявил о своей поддержке однополых браков. Другой бывший президент и ныне действующий сенатор Луис Альберто Лакалье заявил, что он против. В апреле 2011 года Себастьян Сабини, член Движения народного участия (одной из партий, входящих в «Широкий фронт»), представил законопроект, позволяющий вступать в брак однополым парам. 6 сентября 2011 года он был внесён на рассмотрение парламента.
В июне 2012 года уругвайский суд признал законным брак одной однополой пары, заключённый в Испании. Суд также постановил, что по законам страны однополые браки уже разрешены, даже если в них об этом не говорится прямо, и что уругвайцы, заключившие подобный брак за рубежом, могут пойти к судье и заверить брак согласно уругвайским законам. Однако это постановление было обжаловано.
4 июля 2012 года в парламенте начались прения касательно законопроекта об однополых браках, но один из депутатов от «Широкого фронта», Хулио Банга, заявил, что голосование по этому вопросу откладывается на неопределённый срок, так как более приоритетными в настоящее время являются вопросы о защите жертв насилия. Обсуждение законопроекта началось в ноябре того же года.
12 декабря 2012 года нижняя палата парламента страны одобрила законопроект о легализации однополых браков (81 из 87 депутатов проголосовали «за»). Палата представителей (нижняя палата парламента Уругвая) проголосовала за соответствующий закон 10 апреля 2013 года, за законопроект проголосовали 71 из 92 членов Палаты представителей. 6 мая 2013 года латиноамериканские СМИ сообщили о том, что президент Уругвая Хосе Мухика подписал закон и он вступит в силу в течение трёх месяцев, то есть с 5 августа 2013 года.